# Thomasville (Alabama)
Thomasville es una ciudad ubicada en el condado de Clarke en el estado estadounidense de Alabama. En el año 2000 tenía una población de 4649 habitantes y una densidad poblacional de 204,8 personas por km².

## Demografía
En el 2000 la renta per cápita promedia del hogar era de $26.549, y el ingreso promedio para una familia era de $32.476. El ingreso per cápita para la localidad era de $14.916. Los hombres tenían un ingreso per cápita de $32.212 contra $21.319 para las mujeres.

## Geografía
Thomasville se encuentra ubicada en las coordenadas 31°54′41″N 87°44′24″O / 31.91139, -87.74000. Según la Oficina del Censo, la localidad tiene un área total de 22,7 km² (8,8 mi²), de la cual 22,7 km² (8,8 mi²) es tierra y 0 km² (0 mi²) (0%) es agua.